# Struttura di Weaire-Phelan
| Struttura di Weaire–Phelan                           | Struttura di Weaire–Phelan |
| ---------------------------------------------------- | -------------------------- |
| Weaire–Phelan structure (polyhedral cells)           |                            |
| Gruppo spaziale Fibrifold notation Notazione Coxeter | Pm3n (223) 2o [[4,3,4]+]   |

In geometria, la struttura di Weaire–Phelan è una struttura tridimensionale complessa che rappresenta una schiuma ideale in cui le celle hanno stesso volume e stessa area della superficie esterna. Nel 1993, il fisico Denis Weaire del Trinity College di Dublino e Robert Phelan (uno dei suoi studenti) scoprirono che, in una simulazione al computer, questa struttura rappresentava una soluzione al "problema di Kelvin" migliore di quella precedentemente conosciuta: la struttura di Kelvin.

## La congettura di Kelvin

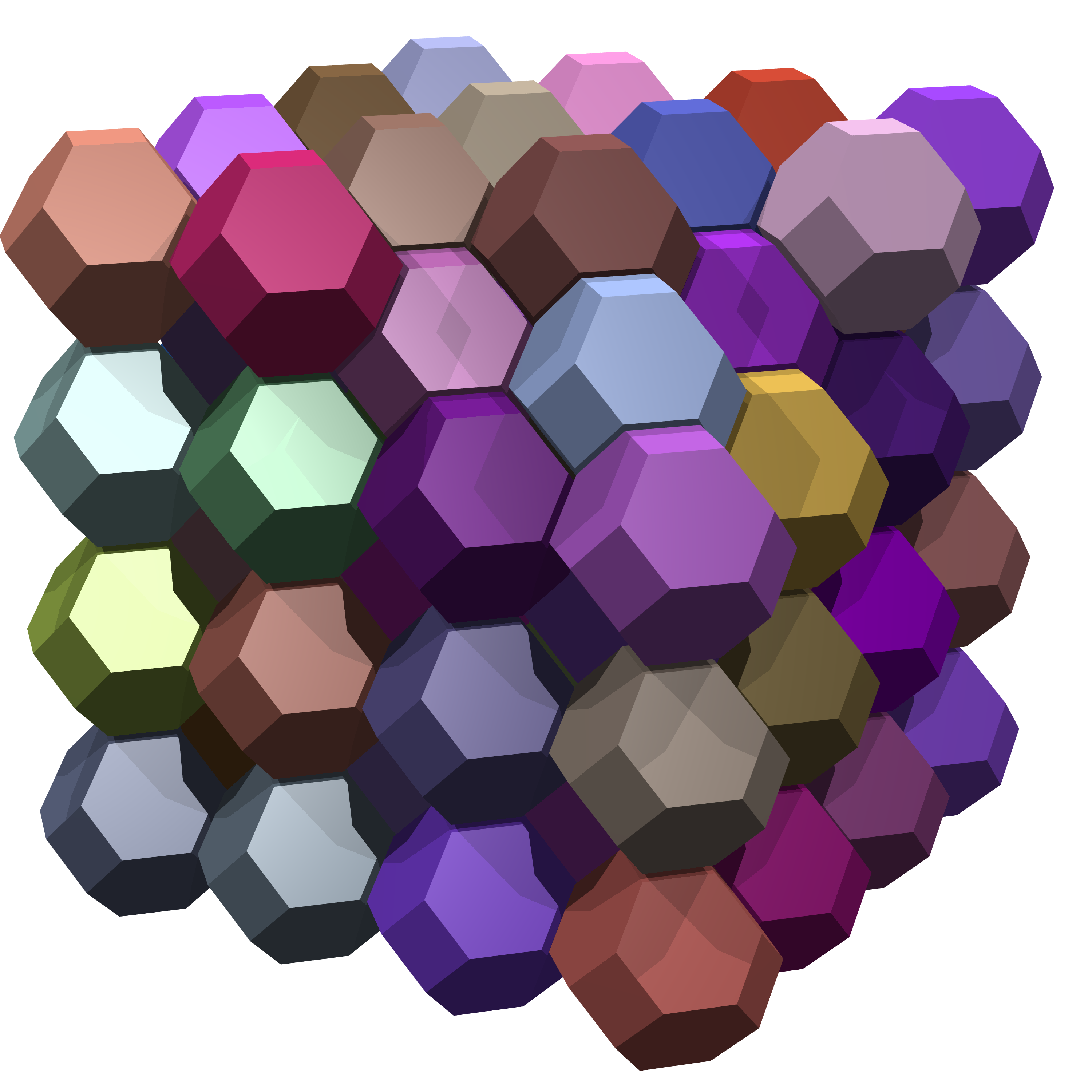
Tassellazione dello spazio tramite ottaedri troncati

Nel 1887 Lord Kelvin si chiese quale fosse il modo di tassellare lo spazio usando il minor numero di celle dello stesso volume con la minima superficie di contatto, in parole povere: quale fosse la schiuma più efficiente.
Da allora ci si riferisce a questo quesito come con la denominazione di problema di Kelvin.
Egli propose una schiuma poi chiamata struttura di Kelvin. Questa consiste in una tassellazione convessa uniforme formata da ottaedri troncati, poliedri archimedei a 14 facce, di cui 6 quadrate e 8 esagonali. Per rispettare le Leggi di Plateau sulle strutture delle schiume, le facce esagonali della variante di Kelvin sono leggermente curve.
La Congettura di Kelvin consiste quindi nell'affermazione che questa struttura sarebbe stata la soluzione al problema di Kelvin, cioè che la schiuma a tassellazione bitroncato-cubica è la schiuma più efficiente. 
La congettura di Kelvin ha resistito senza controesempi confermati per più di cento anni fino alla scoperta della struttura di Weaire–Phelan.

## Descrizione della struttura di Weaire–Phelan

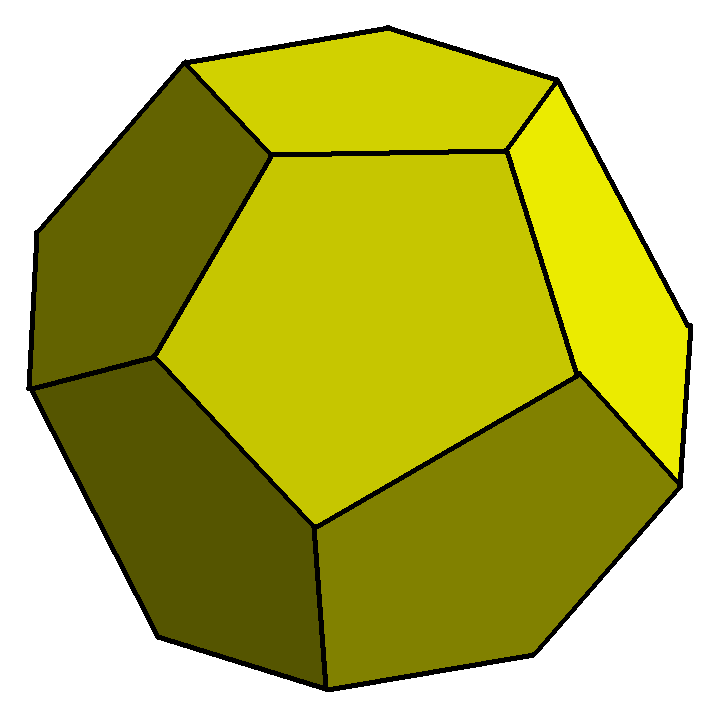
Piritoèdro, un dodecaedro a facce pentagonali irregolari

Quella di Weaire–Phelan differisce dalla struttura di Kelvin nel fatto che impiega due tipi diversi di celle che hanno però lo stesso volume.
Un tipo di cella è un piritoedro, un dodecaedro pentagonale con facce irregolari che gode di simmetria tetraedrica (Th).

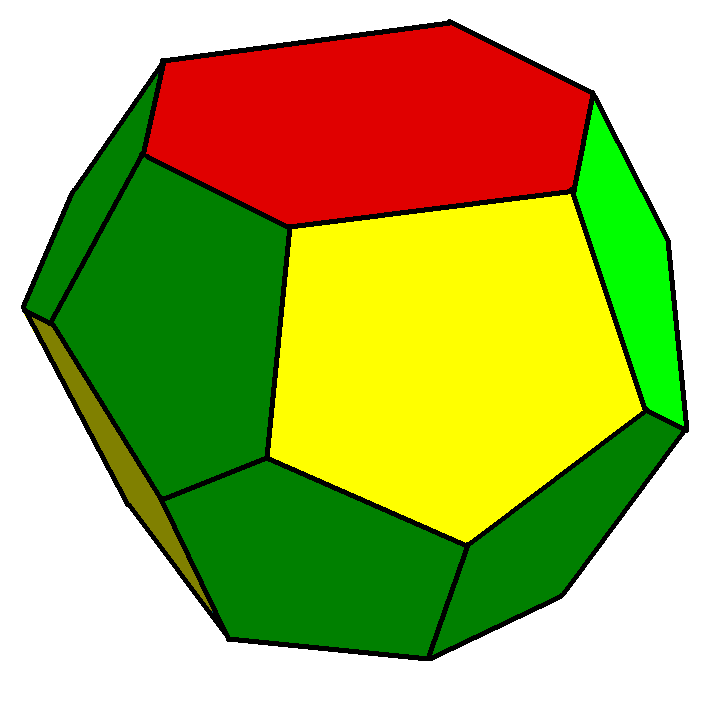
Trapezoedro esagonale troncato (tetracaidecaedro irregolare)

Il secondo tipo di cella è un trapezoedro esagonale troncato, questo è un tetracaidecaèdro irregolare con due facce esagonali e 12 facce pentagonali dotato di simmetria diedrale antiprismatica (D2d).
Le facce pentagonali in entrambi i tipi di celle sono leggermente curvi come le facce esagonali nella struttura di Kelvin. L'area della superficie della struttura di Weaire-Phelan è inferiore a quella della struttura di Kelvin dello 0,3%. Sebbene questo dimostri in sé che è migliore della precedente, non è stato ancora dimostrato che la struttura di Weaire-Phelan sia la più efficiente in assoluto, per ora non rappresenta quindi la soluzione della congettura di Kelvin. Gli esperimenti tuttavia dimostrano come, in condizioni al contorno favorevoli, bolle dello stesso volume tendono a autoassemblarsi nella fase A15, in cui gli atomi tendono a disporsi in maniera coincidente con i centroidi dei poliedri della struttura di Weaire–Phelan.

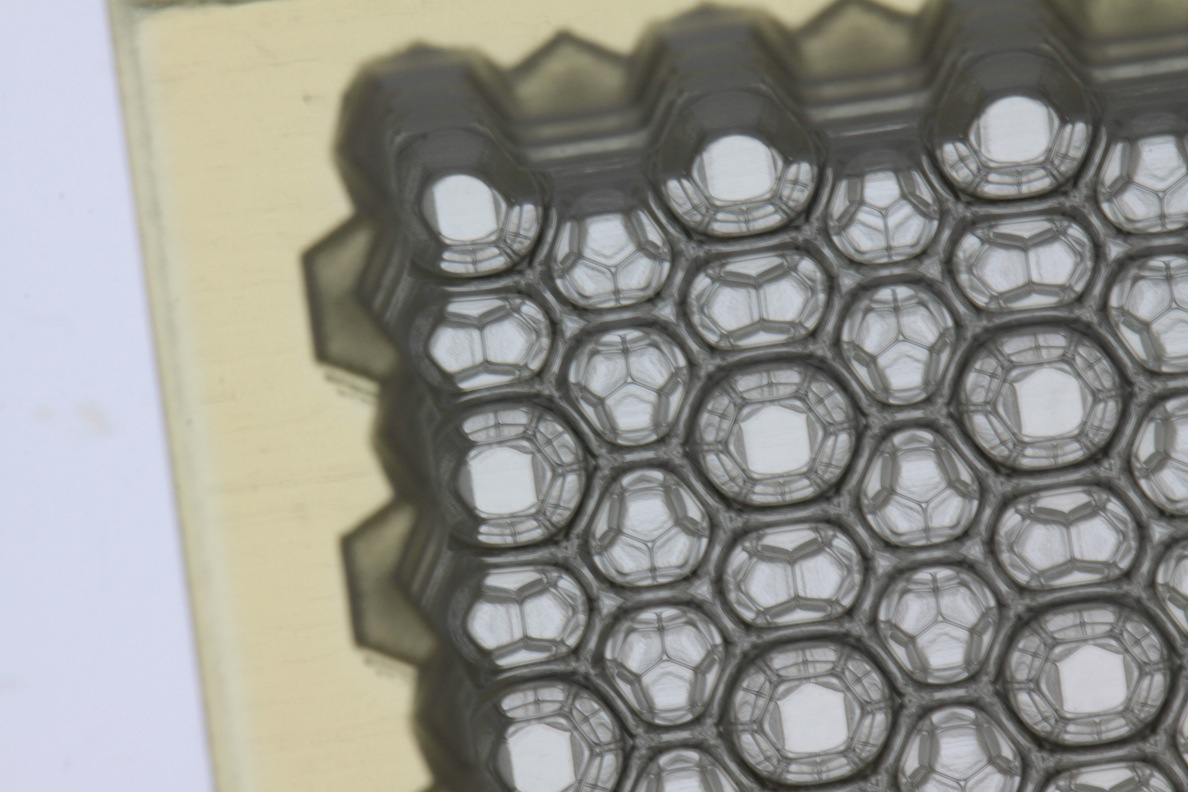
Un ingrandimento dello stampo usato per lo sviluppo ordinato delle schiume.

## Approssimazione dei poliedri
Ci si riferisce in maniera approssimata con la denominazione di struttura di Weaire-Phelan anche alla tassellazione spaziale associata alla struttura di Weaire–Phelan (in cui però le facce sono appiattite e gli spigoli rettificati, tolta quindi ogni forma di curvatura). Questo tipo di tassellazione era già nota ben prima della definizione della struttura tensionale correlata, ma non era stata messa in relazione al problema di Kelvin.
Si riscontra tale tassellazione nella geometria di due strutture cristalline.
Quando i componenti del cristallo occupano i centri dei poliedri della struttura si parla di Fase di Frank Kasper.
Quando invece occupano i vertici dei poliedri si parla di "Struttura di Clatrato di tipo I". I clatrati idratiformati dal metano, propano e anidride carbonica a basse temperature hanno una struttura in cui le molecole d'acqua occupano i nodi della struttura di Weaire-Phelan legate con legami a idrogeno, mentre le molecole più grandi di gas sono incluse nelle celle poliedriche. Anche alcuni metalli alcalini, siliciuri e germaniuri formano questo tipo di struttura (Si/Ge ai nodi, i metalli alcalini nelle celle), cosiccome il minerale melanoflogite una forma metastabile di SiO2 (in questo caso gli atomi di silicio sono nei nodi, connessi da ossigeno lungo gli spigoli).

## Applicazioni
A delle sezioni della struttura di Weaire–Phelan si sono ispirati gli architetti per il Centro Acquatico Nazionale di Pechino per le Olimpiadi di Pechino del 2008. Il risultato è una struttura intrinsecamente leggera e forte, ottenuta con un grande risparmio di materiale.